# شنمو ۲
شنمو II (به ژاپنی: シェンムー II Shenmū Tsū) یک بازی ویدئویی جهان باز در سبک اکشن-ماجراجویی است که توسط استودیو سگا ای‌ام۲ توسعه یافته و به‌وسیلهٔ سگا در سال ۲۰۰۱ برای کنسول دریم‌کست منتشر شده‌است. این دومین قسمت در مجموعه بازی‌های شنمو به‌شمار می‌رود و ادامه‌ای بر نسخه شنمو در سال ۱۹۹۹ است.
همانند نسخه اولیه، شنمو II دارای یک دنیای آزاد و گسترده سه‌بعدی که با نبردهای تنگاتنگ و رویداد فوری آمیخته شده‌است. بازی از خصوصیات دیگری از جمله شرایط آب و هوایی مختلف و گذشت چرخه شبانه‌روزی، شخصیت‌های غیرقابل کنترل همراه با برنامه روزانه مشخص و مینی‌گیم‌های مختلف بود. یک نسخه بهبود یافته از بازی نیز برای کنسول ایکس‌باکس در اکتبر ۲۰۰۲ در آمریکا و سال ۲۰۰۳ در سایر مناطق عرضه شد. در ژوئن ۲۰۱۵، تهیه‌کننده و کارگردان بازی یو سوزوکی، خبر کمپین سرمایه‌گذاری جمعی برای ساخت بازی شنمو ۳ برای پلی‌استیشن ۴ و مایکروسافت ویندوز را اعلام کرد.